# 安德烈·阿什马林
安德烈·阿什马林（俄語：Андрей Ашмарин，1984年2月12日—），俄羅斯男子羽毛球運動員。

## 簡歷
2013年7月，安德烈·阿什马林出戰立陶宛羽毛球公開賽，分別與阿纳托利·亚特瑟夫和埃克内琳娜·博洛托娃贏得男雙及混雙冠軍。

## 主要比賽成績
只列出曾進入準決賽的國際賽事成績：
| 年份   | 賽事                 | 公開賽級別 | 項目     | 搭檔                    | 成績   |
| ------ | -------------------- | ---------- | -------- | ----------------------- | ------ |
| 2009年 | 愛沙尼亞羽毛球國際賽 | 國際系列賽 | 男子雙打 | 安东·伊万诺夫           | 亞軍   |
| 2009年 | 愛沙尼亞羽毛球國際賽 | 國際系列賽 | 混合雙打 | 克谢尼娅·波利卡波娃     | 亞軍   |
| 2009年 | 白夜羽毛球賽         | 國際挑戰賽 | 男子雙打 | 安德烈·伊万诺夫         | 準決賽 |
| 2009年 | 哈爾科夫羽毛球國際賽 | 國際系列賽 | 男子雙打 | 安德烈·伊万诺夫         | 冠軍   |
| 2009年 | 哈爾科夫羽毛球國際賽 | 國際系列賽 | 混合雙打 | 安娜斯塔西亚·普洛科朋科 | 亞軍   |
| 2010年 | 波蘭羽毛球國際賽     | 國際挑戰賽 | 混合雙打 | 安娜斯塔西亚·普洛科朋科 | 冠軍   |
| 2010年 | 荷蘭羽毛球國際賽     | 國際挑戰賽 | 混合雙打 | 安娜斯塔西亚·普洛科朋科 | 準決賽 |
| 2010年 | 芬蘭羽毛球公開賽     | 國際挑戰賽 | 男子雙打 | 安德烈·伊万诺夫         | 亞軍   |
| 2010年 | 芬蘭羽毛球公開賽     | 國際挑戰賽 | 混合雙打 | 安娜斯塔西亚·普洛科朋科 | 亞軍   |
| 2010年 | 保加利亞羽毛球國際賽 | 國際挑戰賽 | 男子雙打 | 尼基塔·哈基莫夫         | 準決賽 |
| 2012年 | 荷蘭羽毛球國際賽     | 國際挑戰賽 | 混合雙打 | Anastasia Panushkina    | 亞軍   |
| 2012年 | 俄羅斯羽毛球大獎賽   | 大獎賽     | 男子雙打 | 尼基塔·哈基莫夫         | 準決賽 |
| 2012年 | 白夜羽毛球賽         | 國際挑戰賽 | 混合雙打 | Anastasia Panushkina    | 準決賽 |
| 2012年 | 匈牙利羽毛球國際賽   | 國際系列賽 | 男子雙打 | 尼古拉·乌卡卡           | 準決賽 |
| 2013年 | 白夜羽毛球賽         | 國際挑戰賽 | 男子雙打 | Sergej Shumilkin        | 亞軍   |
| 2013年 | 立陶宛羽毛球公開賽   | 未來系列賽 | 男子雙打 | 阿纳托利·亚特瑟夫       | 冠軍   |
| 2013年 | 立陶宛羽毛球公開賽   | 未來系列賽 | 混合雙打 | 埃克内琳娜·博洛托娃     | 冠軍   |
| 2013年 | 俄羅斯羽毛球大獎賽   | 大獎賽     | 男子雙打 | 维塔利·杜尔金           | 亞軍   |
| 2013年 | 保加利亞羽毛球國際賽 | 國際挑戰賽 | 混合雙打 | 埃克内琳娜·博洛托娃     | 準決賽 |
| 2016年 | 白夜羽毛球賽         | 國際挑戰賽 | 男子雙打 | 维塔利·杜尔金           | 準決賽 |

| 2007-2017年 | 首要超級賽 | 超級賽 | 黃金大獎賽 | 大獎賽 | 國際挑戰賽 | 國際系列賽 | 未來系列賽 | 其他 |

| 2018-2026年 | 總決賽 | 超級1000賽 | 超級750賽 | 超級500賽 | 超級300賽 | 超級100賽 | 國際挑戰賽 | 國際系列賽 | 未來系列賽 | 其他 |